# Wolffersdorff

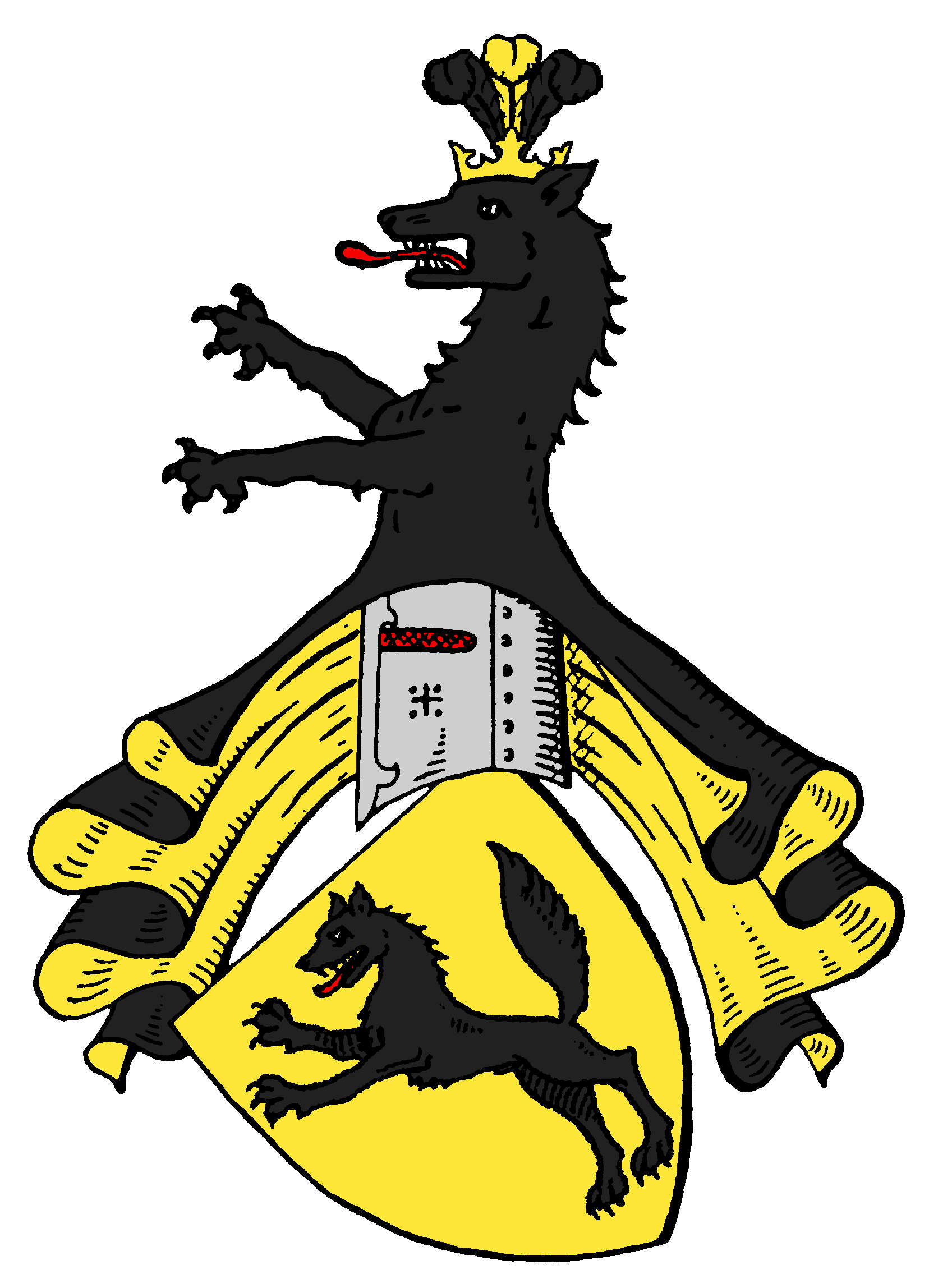
Wappen derer von Wolffersdorff

Die vogtländische uradlige Familie von Wolffersdorff, auch Wolfersdorf, Wolffersdorf geschrieben, entstammt dem gleichnamigen Stammhaus Wolfersdorf bei Weida im thüringischen Landkreis Greiz. Sie zählt zum sächsischen Uradel und ist mit der Familie von Ende stammes- und wappenverwandt.

## Geschichte

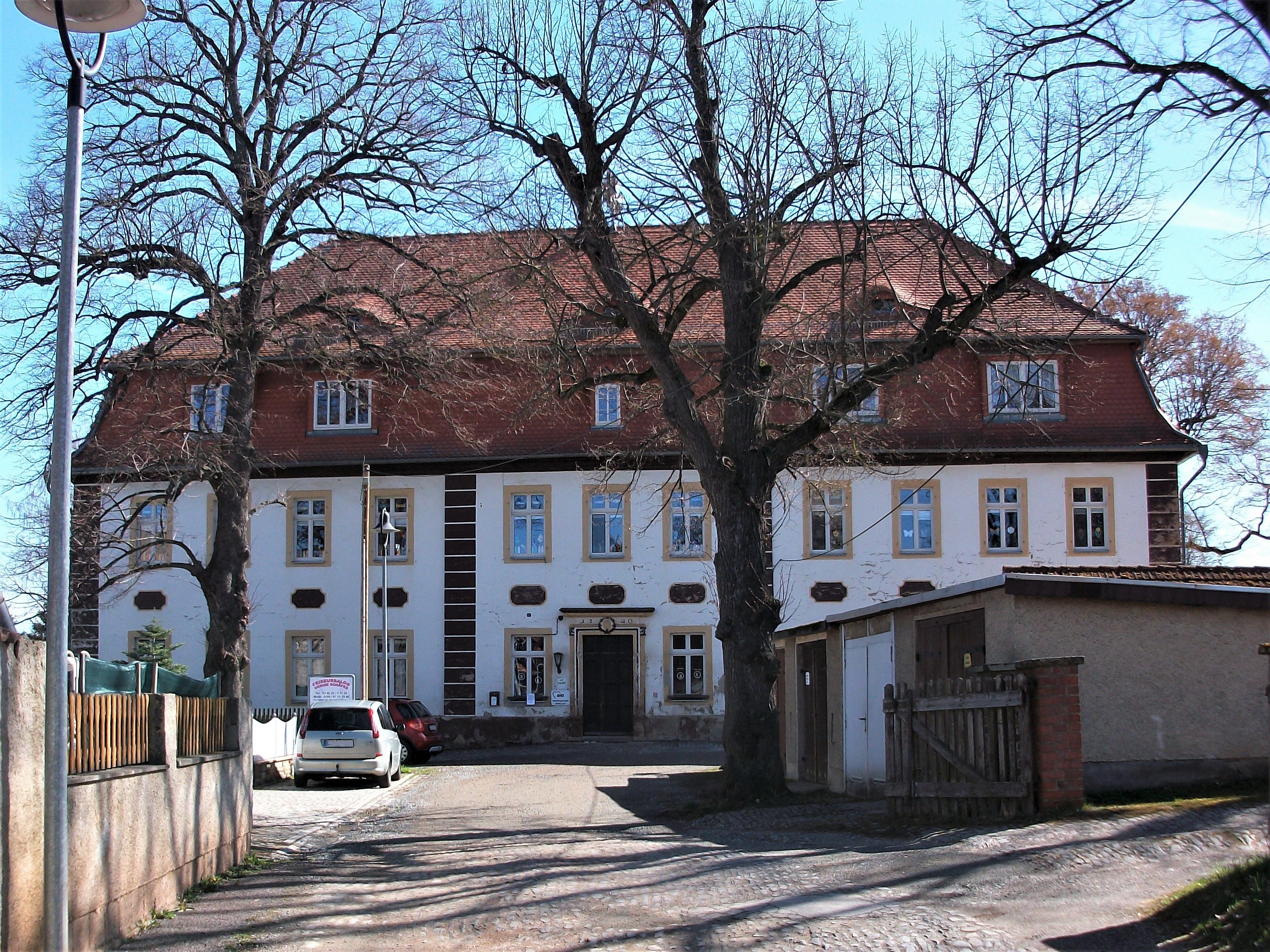
Herrenhaus Wolfersdorf (Berga)

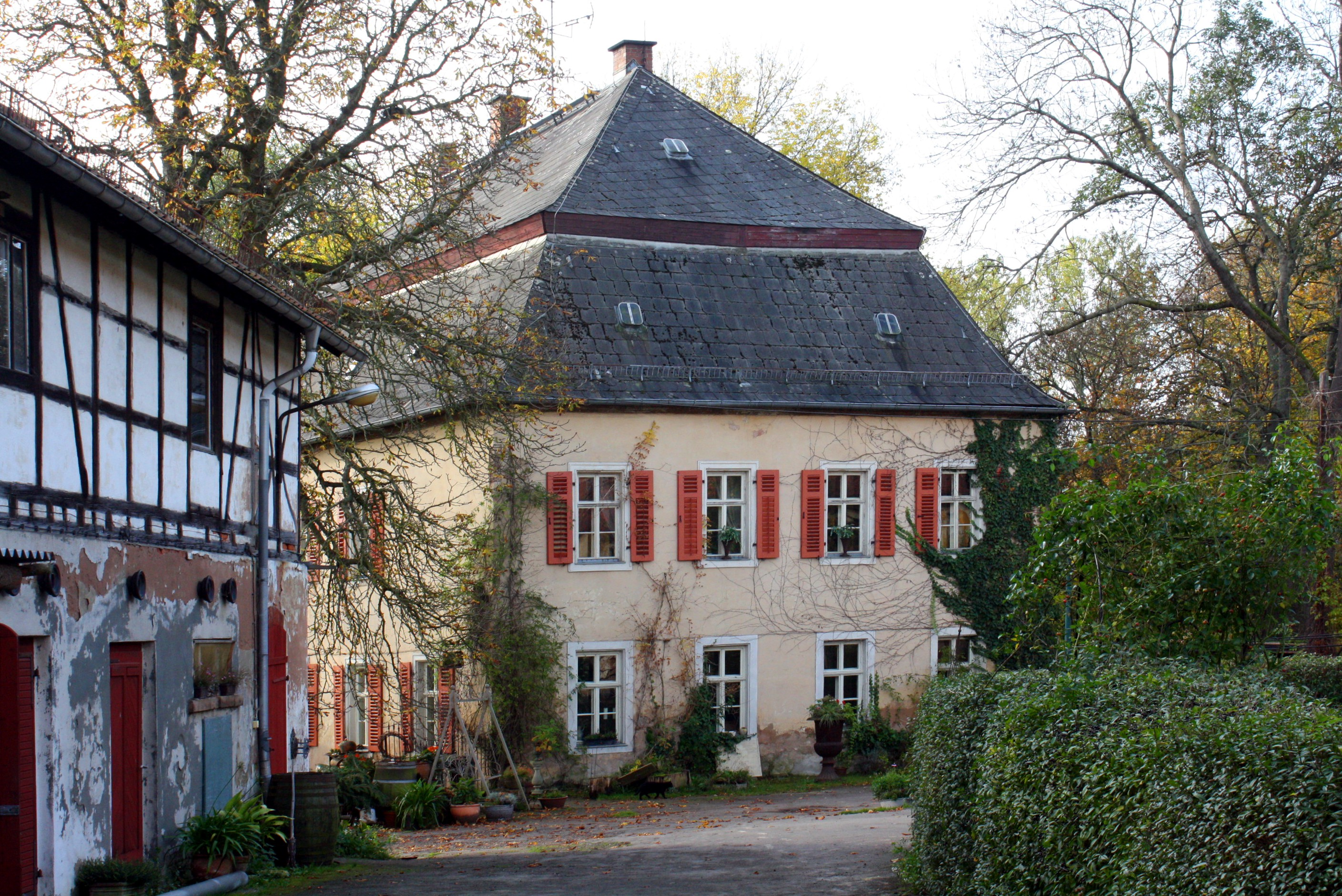
Rittergut Endschütz (2014)

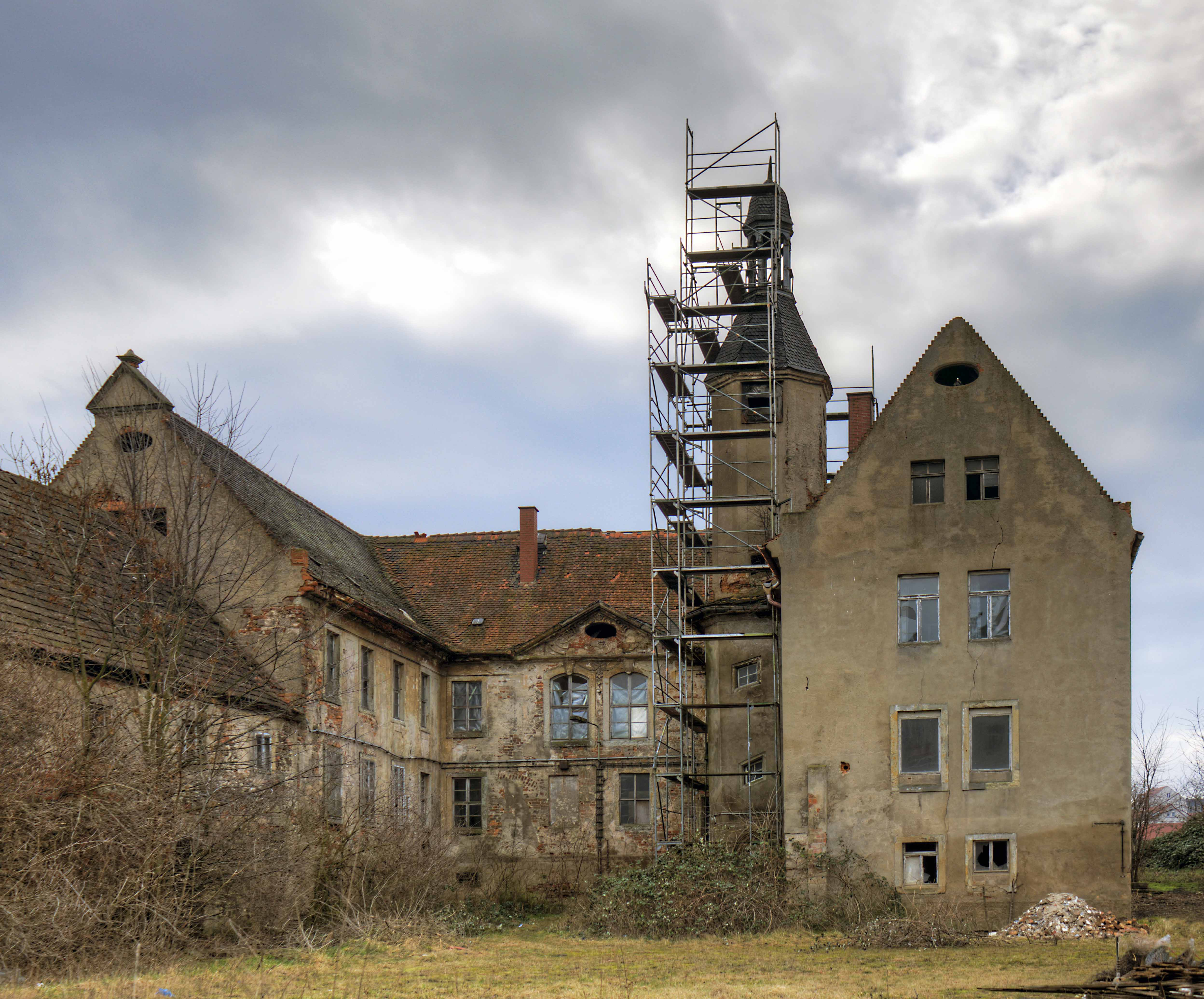
Schloss Promnitz

Der Familienname wurde erstmals im Jahre 1240 mit Gotfriedus de Wolfinsdorf urkundlich erwähnt. 1380 finden sich Familienmitglieder in der Guttenberger Fehde auf der Seite der Vögte und des Markgrafen von Meißen. Die Stammreihe beginnt um 1400 mit Hans von Wolffersdorff.
Hundert Jahre später hatte die Familie Besitz in Wolfersdorf (1240–1831), Culmitzsch (1360 bis 1785), Endschütz (bis 1897), Berga (1432–1569), Markersdorf (1340–1684), Teichwolframsdorf, Mosen und Meilitz.
Die Wolffersdorffer wurden später auch zu Freiherren und ein Mitglied zum Grafen erhoben: Die Erhebung in den erblichen Reichsgrafenstand erfolgte am 25. Juli 1741 für den kursächsischen Oberhofjägermeister und königlich-polnischen Oberforstmeister Carl Ludwig von Wolffersdorff auf Grödel durch Friedrich August II., Kurfürst von Sachsen und König von Polen. Da Carl Ludwig ohne Nachkommen starb, erlosch der Grafentitel 1774 nach nur 33 Jahren.
Bei Berga saßen sie auf gleichnamigem Stammsitz Wolfersdorf sechs Jahrhunderte und später auch auf Goddula, Vesta, Dürrenberg, Wölkau, Altscherbitz (bis 1843), Promnitz (1717–1746), Wüstfalke, Schloditz, Zscheiplitz sowie im 20. Jahrhundert in Weisin in Mecklenburg. 2017 erwarben Wolf-Nicol und Marianne von Wolffersdorff das 1728 von Generalmajor Friedrich Albrecht von Wolffersdorff für das Zeithainer Lustlager barockisierte Schloss Promnitz an der Elbe, um es vor dem Verfall zu retten.

## Bekannte Familienmitglieder
- Hans von Wolffersdorff (1549–1610), sächsischer Amtshauptmann
- Johann Friedrich von Wolffersdorff (1639–1691), sachsen-weimarscher Hofrat und Kammerdirektor, Assessor am Hofgericht Jena, Besitzer der Rittergüter Hennersdorf und Berga, zuletzt sächsischer Hausmarschall und Hofrat im kaiserlich freien weltlichen Stift Quedlinburg sowie Erb- und Gerichtsherr auf Scherbitz
- Carl August von Wolffersdorff (1691–1746), Erb-, Lehn- und Gerichtsherr aus Altscherbitz, Domherr, Senior und Scholastikus zu Merseburg, königlich-polnischer und kurfürstlich-sächsischer Major und Direktor der Adelsfamilie von Wolffersdorff
- Carl Ludwig von Wolffersdorff (1700–1774), königlich-polnischer und kurfürstlich-sächsischer Oberhofjägermeister, Direktor und Oberinspekteur sämtlicher Flöße sowie Rittergutsbesitzer
- Karl Friedrich von Wolffersdorff (1716–1781), preußischer Generalleutnant
- Carl Bernhard von Wolffersdorff (1726–1796), Erb-, Lehn- und Gerichtsherr auf Altscherbitz, Schkeuditz und Beuditz, Domherr und Prälat des Stifts Merseburg und Dompropst zu Merseburg.
- Karl Friedrich Wilhelm von Wolffersdorff (1775–1852), Erb-, Lehn- und Gerichtsherr auf Altscherbitz, Domherr des Stifts Merseburg und adeliger Kreissteuereinnehmer im Thüringischen Kreis
- Adolf von Wolffersdorff (1819–1901), Hofjägermeister, Ehrenbürger von Sondershausen 1848
- Otto von Wolffersdorff (1821–1911), fürstlicher Leibarzt, Ehrenbürger von Sondershausen 1897
- Arthur von Wolffersdorff (1823–1897), preußischer Generalmajor
- Wolf von Wolffersdorff (1887–1945), Jurist und preußischer Landrat
- Heinrich von Wolffersdorff (1905–1966), Augenarzt und Professor der Universität Leipzig
- Lothar von Wolfersdorf (1934–2010), Mathematiker (Martin-Luther-Universität Halle-Wittenberg und TU Bergakademie Freiberg)

## Wappen
Im goldenen Schild ein springender schwarzer Wolf. Auf dem Helm mit schwarz-goldenen Decken ein wachsender gekrönter schwarzer Wolf, dessen Krone mit 3 (schwarz, golden, schwarz) Straußenfedern besteckt ist.

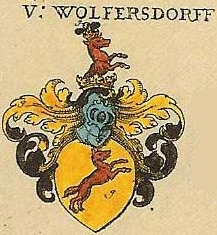
Stammwappen derer von Wolffersdorff, in Siebmachers Wappenbuch, 1605 (seitenverkehrt)
Gräfliches Wappen des Carl Ludwig von Wolffersdorff von 1742